# (12373) Lancearmstrong
(12373) Lancearmstrong est un astéroïde de la ceinture principale.

## Description
(12373) Lancearmstrong est un astéroïde de la ceinture principale. Il fut découvert par l'astronome français naturalisé américain Charles P. de Saint-Aignan le 15 mai 1994 à l'observatoire Palomar. Il présente une orbite caractérisée par un demi-grand axe de 2,45 UA, une excentricité de 0,115 et une inclinaison de 6,75° par rapport à l'écliptique.
Il fut nommé en hommage au coureur cycliste américain Lance Armstrong.

## Compléments